# Marija Filipova
Marija Hristova Filipova (in bulgaro Мария Христова Филипова?; Sofia, 10 settembre 1982) è una pallavolista bulgara.
Gioca nel ruolo di libero nel Telekom Bakı Voleybol Klubu.

## Carriera
La carriera professionistica di Marija Filipova, sorella maggiore della pallavolista Strašimira Filipova, inizia nella stagione 2001-02, quando debutta nella Superliga bulgara con la maglia del Levski Sofia, dove gioca per tre annate e si aggiudica due scudetti e due edizioni della Coppa di Bulgaria; nel 2002, inoltre, fa il proprio debutto nella nazionale bulgara.
Nella stagione 2004-05 approda nella Superliga russa, dove difende i colori dello Ženskij volejbol'nyj klub Fakel di Novyj Urengoj, per poi passare nella stagione successiva allo Hainaut Volley di Valenciennes. Nel campionato 2006-07 è ancora in Francia, ma col Racing Club de Cannes, vincendo lo scudetto e la Coppa di Francia, per poi essere ingaggiata dalla formazione greca del Panellinios Gymnastikos Syllogos.
Dopo due annate nella Divizia A1 rumena col Clubul Sportiv Universitar Metal Galați, nel corso delle quali si aggiudica due scudetti ed una Coppa di Romania, nella stagione 2010-11 viene ingaggiata dalla Lokomotiv Bakı Voleybol Klubu: resta legata al club per quattro annate, vincendo la Challenge Cup 2011-12; con la nazionale è protagonista alla European League, vincendo tra il 2009 ed il 2013 tre medaglie di bronzo e due d'argento, venendo premiata in due occasioni come miglior libero del torneo.
Nella stagione 2014-15 torna a giocare in Bulgaria al CSKA Sofia, che tuttavia lascia nel febbraio 2015, per giocare il finale di stagione col Volley 2002 Forlì, nella Serie A1 italiana. Nella stagione seguente torna in Azerbaigian, dove questa volta difende i colori del Telekom Bakı Voleybol Klubu.

## Palmarès

### Club
- Campionato bulgaro: 2

2001-02, 2002-03
- Campionato francese: 1

2006-07
- Campionato rumeno: 2

2008-09, 2009-10
- Coppa di Bulgaria: 2

2001-02, 2002-03
- Coppa di Francia: 1

2006-07
- Coppa di Romania: 1

2008-09
- Challenge Cup: 1

2011-12

### Nazionale (competizioni minori)
- European League 2009
- European League 2010
- European League 2011
- European League 2012
- European League 2013

### Premi individuali
- 2009 - European League: Miglior libero
- 2010 - European League: Miglior libero
- 2012 - Superliqa azera: Miglior ricevitrice
- 2012 - Superliqa azera: Miglior libero